# IKA-Werke
Die IKA Werke sind ein Unternehmen der Labor-, Analysen- und Prozesstechnik.

## Geschichte
Die heutigen IKA-Werke wurden 1910 in Köln als Handelsgesellschaft pharmazeutischer Bedarfsartikel Janke & Kunkel OHG gegründet. Ab 1920 begann das Unternehmen Labor- und Messgeräte, Elektrolysegeräte und andere Apparaturen für Universitäts- und Industrielaboratorien selbst zu entwickeln und zu fertigen. Das Unternehmen wurde 1942 bei einem Bombenangriff völlig zerstört und fand in Staufen im Breisgau einen neuen Standort. Einige der Mitarbeiter übersiedelten ebenfalls nach Staufen. Nach dem Krieg verstärkten sich die ausländischen Handelsbeziehungen. Den Produkt- und Markennamen Janke & Kunkel empfand die Geschäftsführung als im nichtdeutschen Sprachraum zu schwerfällig, und so wurde er 1948 durch IKA ersetzt. Das Wirtschaftswachstum und der Wiederaufbau in den Nachkriegsjahren verstärkten den Bedarf an Industriemaschinen. IKA reagierte 1955 mit der Erweiterung der bestehenden Produktpalette um Industriemaschinen für die Bereiche Dispergieren und Kneten. Das erste ausländische Tochterunternehmen wurde 1985 in den USA gegründet.
Nach einer neuerlichen Umsatzsteigerung im Jahr 2008 wurde das Unternehmen Anfang 2009 von der weltweiten Wirtschaftskrise erfasst. Aufgrund des starken Umsatzrückganges und des zu erwartenden Verlusts kündigte das Unternehmen einen Stellenabbau an.
Trotz eines Ausstands eines Teils der Mitarbeiter lehnte die Geschäftsführung Verhandlungen ab.
2012 überstieg der Umsatz erstmals 100 Millionen Euro

## Unternehmensstruktur

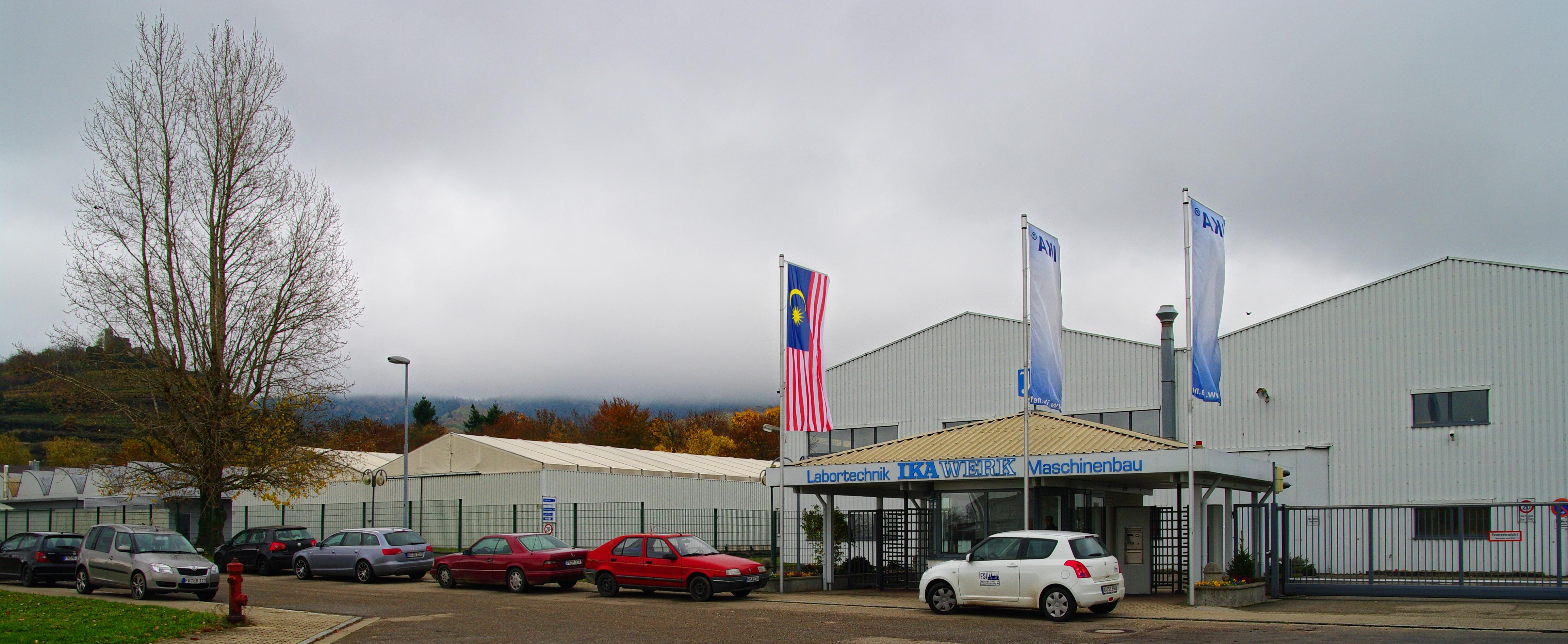
Zugang zu den IKA-Werken in Staufen

Die Geschäftstätigkeit der Gesellschaft ist in die Bereiche Labortechnik, Analysentechnik und Prozesstechnik gegliedert. Geschäftsführer ist der Gesellschafter René Stiegelmann.
Produzierende Werke sind der Stammsitz in Staufen im Breisgau und die Niederlassungen in Wilmington (North Carolina, USA), Guangzhou (China) und in Bengaluru (Indien). Außerdem hat das Unternehmen Vertriebsniederlassungen in Rio de Janeiro (Brasilien), Osaka (Japan), Kuala Lumpur (Malaysia), Seoul (Korea), Oxford (UK) und Warschau (Polen).

## Produkte
Der Unternehmensbereich Labortechnik entwickelt und produziert Magnetrührer, Rührwerke, Schüttelmaschinen, Dispergierer, Mühlen, Pipetten, Heizbäder, Heizplatten, Thermostate, Blockthermostate, Zentrifugen, Rotationsverdampfer, Laborreaktoren, Drehmomentmessgeräte, Viskosimeter, Vakuumtechnik und Laborgerätesoftware.
Der Unternehmensbereich Analysentechnik entwickelt und produziert Kalorimeter und Vakuumpumpen. Kalorimeter fertigt IKA seit 1922.
Der Unternehmensbereich Prozesstechnik liefert Maschinen zum Kneten, Mischen und Rühren für die chemische, pharmazeutische, Kosmetik- und Lebensmittelindustrie. Entwickelt und gefertigt werden Einzelmaschinen, modulare Baureihen und Komplettanlagen. Im sogenannten Pilotenprogramm entstehen Maschinen für Prozesse zwischen dem Labor- und dem Produktionsmaßstab.
2012 stellte IKA auf der Leitmesse ACHEMA mehr als 50 Weiter- und Neuentwicklungen vor, darunter zwei Weltneuheiten.